# Ix Tz'akb'u Ajaw
Ix Tz'akb'u Ajaw (fl. VII secolo) è stata la moglie del celebre K'inich Janaab' Pakal, sovrano maya di Palenque.
L'analisi del suo "nome" ha chiarito che più di un vero nome si tratta di un glifo emblema. 
In tutta Palenque si trova una sola menzione delle sue origini, sul pannello del tempio del sole. Il testo è in realtà una sequenza di titoli del figlio, il re K'inich Kan B'ahlam II, contenente il nome del padre, della madre e del nonno materno, Yax Itzam Aat. 
Quest'ultimo era un nobile originario di un luogo chiamato Tun, pietra. Curioso e degno di futuri studi è il fatto che sia la Signora Ix Tz'akb'u Ajaw sia suo nonno materno presentino glifi emblemi quasi personali non riscontrabili da altri individui.